# Брюс, Джек
Джон Саймон Эшер «Джек» Брюс (англ. John Symon Asher "Jack" Bruce; 14 мая 1943 — 25 октября 2014) — шотландский музыкант, мультиинструменталист, автор песен, певец и один из наиболее влиятельных бас-гитаристов в мире. Наиболее известен как участник группы Cream (1966 — 1968), оказавшей большое влияние на развитие рок-музыки, заложившей фундамент блюз-рока и хард-рока конца 60-х — начала 70-х.
В 1993 году как участник Cream включён в Зал славы рок-н-ролла. В 2011 году признан одним из лучших бас-гитаристов всех времен согласно опросу, проведенному журналом Rolling Stone. В списке лучших басистов редакции этого журнала занял 6 место. С 1969 по 1976 годы владел необитаемым шотландским островом Санда (площадью 1,27 км²).

## Биография

### 1962–1966: Начало карьеры
Джек Брюс родился 14 мая 1943 года в Бишопбриггсе (Шотландия) и начал интересоваться музыкой ещё в подростковом возрасте. Обучался игре на виолончели и музыкальной композиции в Королевской шотландской академии музыки и драмы (Royal Scottish Academy of Music and Drama) и одновременно ради заработка играл на контрабасе в джазовом коллективе.
В 1962 году Брюс стал участником лондонской группы Alexis Korner's Blues Incorporated, в состав которой также входили Алексис Корнер, Грэм Бонд, Джинджер Бейкер и др. В 1963 году группа распалась, и Брюс вместе с Бондом и Бейкером сформировали новый коллектив под названием Graham Bond Quartet, в который также вошёл гитарист Джон Маклафлин. Спустя некоторое время группа изменила своё название на The Graham Bond Organisation, это сопровождалось также изменением состава и отчасти музыкального стиля, примерно в то же время Брюс переключился с контрабаса на электрическую бас-гитару. Во время участия в The Graham Bond Organisation отношения между Брюсом и Бейкером испортились до такой степени, что они мешали друг другу во время исполнения и даже дрались на сцене.
В августе 1965 года Брюс ушёл из группы, после чего записал сольный сингл «I’m Gettin Tired» для Polydor Records. В том же году на короткое время (около месяца) он присоединился к группе John Mayall & the Bluesbreakers, в которой играл Эрик Клэптон, уже успевший зарекомендовать себя как гитарист. После этого Брюс ненадолго стал участником группы Manfred Mann, с которой он записал один долгоиграющий альбом Mann Made (изданный  в октябре 1965 года) и ставший хитом сингл "Pretty Flamingo" (#1 в UK Singles Chart). В начале 1966 годе Брюс вошёл в состав группы Eric Clapton and the Powerhouse, просуществовавшей менее одного года и записавшей всего несколько песен.

### 1966–1968: Cream

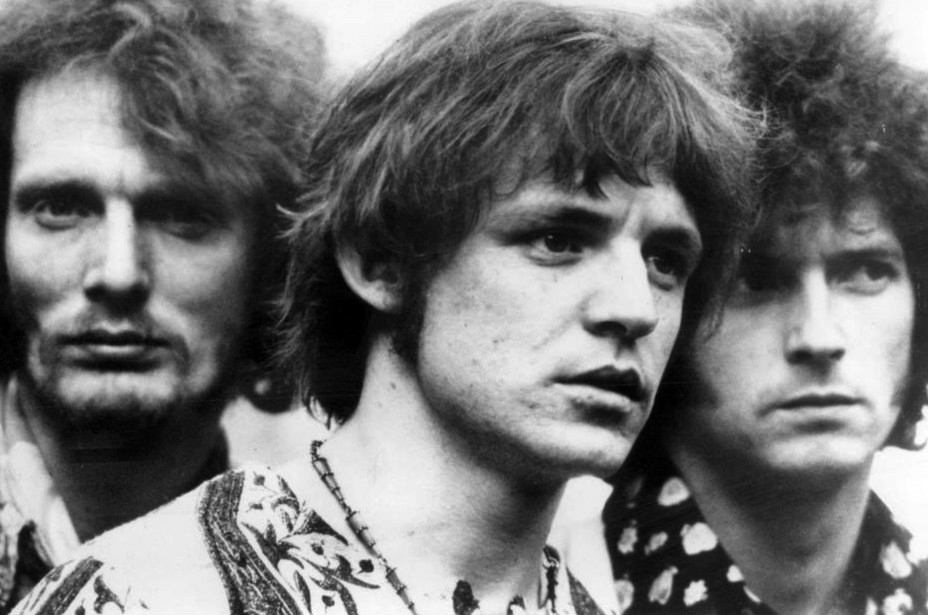
Бейкер, Брюс и Клэптон

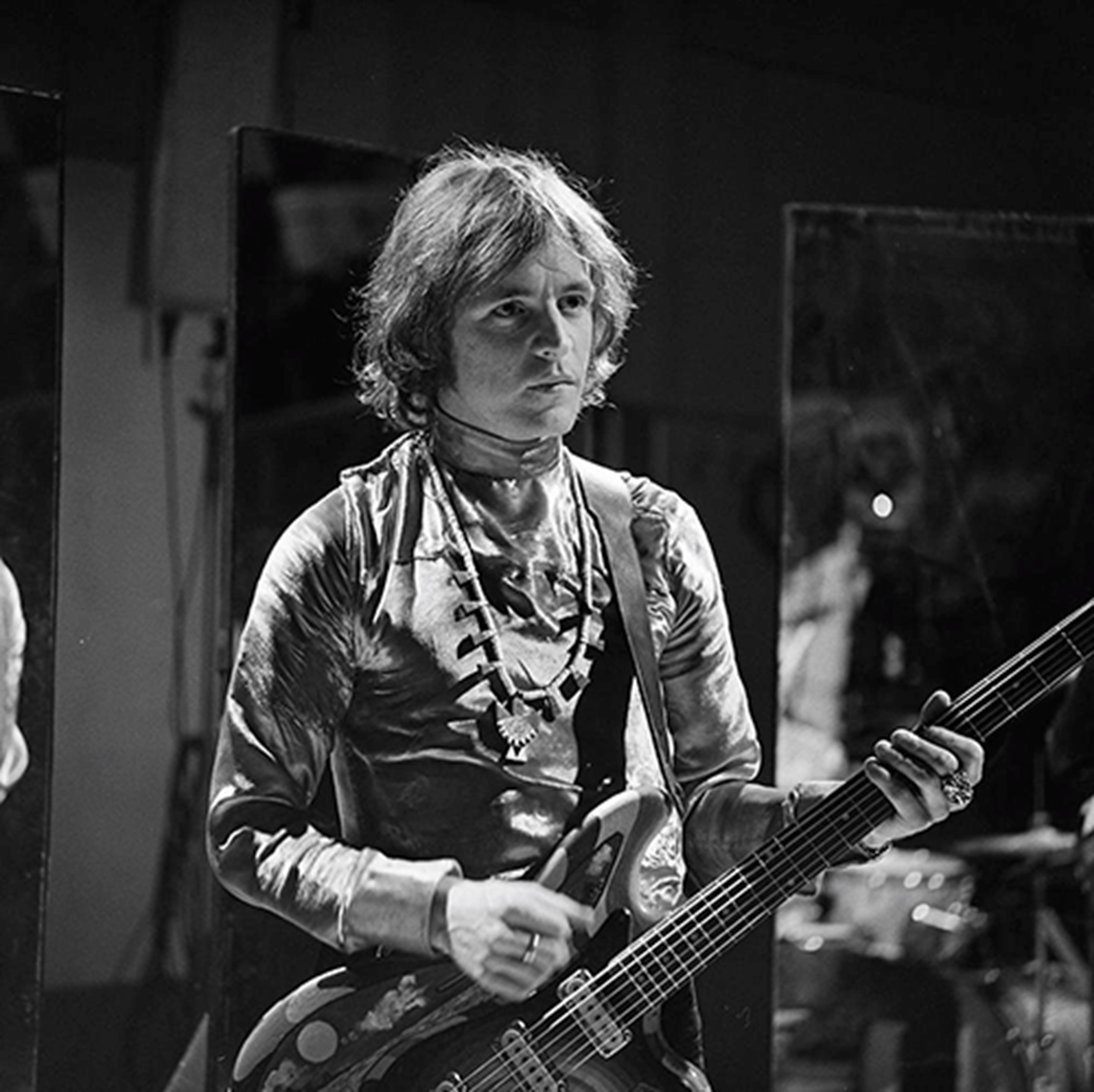
Джек Брюс (1968).

В июле 1966 года Клэптон познакомился с Джинджером Бейкером, который в то время был барабанщиком Graham Bond Organization. Клэптон и Бейкер решили создать свою собственную группы, куда по настоянию Клэптона был приглашён и Брюс, несмотря на плохие отношения с Бейкером. 
Группа была названа Cream, и участники решили, что Брюс будет её ведущим вокалистом. В то время Клэптон стеснялся петь, но всё же иногда пел вместе с Брюсом и со временем взял на себя ведущий вокал на нескольких треках Cream, включая "Four Until Late", "Strange Brew", "World of Pain", "Outside Woman Blues", "Crossroads", "Badge". Группа неофициально дебютировала 29 июля 1966 года в клубе «Twisted Wheel» в Манчестере. Официальный дебют состоялся двумя днями позже на Шестом ежегодном Виндзорском фестивале джаза и блюза. В августе 1966 года был записан, а в октябре на лейбле Reaction Records вышел первый сингл «Wrapping Paper»/«Cat’s Squirrel». Первая песня, текст которой написал поэт и композитор Пит Браун, скоро стала хитом и добралась до 34-го места в UK Singles Chart.
В декабре 1966 года группа Cream выпустила свой первый долгоиграющий альбом под названием Fresh Cream, достигший #6 в UK Albums Chart и #39 в Billboard 200 (США), а сингл "I Feel Free" из этого альбома поднялся до #11 в UK Singles Chart в январе 1967. В ноябре 1967 года вышел в свет второй альбом под названием Disraeli Gears.  
Он достиг #5 в UK Albums Chart и #4 в Billboard 200, а также занял 114 место в списке 500 лучших альбомов всех времён журнала Rolling Stone. С музыкальной точки зрения Disraeli Gears ознаменовал переход группы к более психоделической музыке. Летом 1968 года вышел третий альбом группы под названием Wheels of Fire, состоящий как из студийных, так и из концертных записей. Этот альбом также стал весьма успешным и поднялся до #3 в UK Albums Chart и до #1 в Billboard 200. Альбом занял 205 позицию в списке «500 величайших альбомов всех времён» по версии журнала Rolling Stone.
Однако в то время, когда группа находилась на пике популярности, в ней стали усиливаться внутренние противоречия. К старым неприязненным отношениям между Бейкером и Брюсом добавились разногласия между Брюсом и Клэптоном. В конце 1968 года группа объявила о скором роспуске,
и после прощального концертного тура по Америке в ноябре 1968 года группа Cream была распущена. В 1969 году, уже после распада, вышел четвёртый альбом Goodbye, составленный как из студийных, так и концертных записей.

### После 1968
После распада Cream Клэптон и Бэйкер основали супергруппу Blind Faith, просуществовавшую всего около одного года, а Брюс занялся сольной карьерой, время от времени сотрудничая с другими музыкантами или группами, включая своих бывших коллег по Cream Эрика Клэптона и Джинджера Бейкера. В 2005 году группа Cream на короткое время воссоединилась и дала концерты в Royal Albert Hall (в Лондоне) и Madison Square Garden (в Нью-Йорке).
Свой первый сольный альбом Songs for a Tailor Брюс выпустил в конце 1969 года. Музыку для всех композиций этого альбома написал Джек Брюс, а тексты песен — поэт и композитор Пит Браун. Особенно успешной оказалась вторая по счёту композиция под названием «Theme for an Imaginary Western», позднее её исполняли многие другие музыканты, в том числе, Mountain, Leslie West, Colosseum, Greenslade.
Второй сольный альбом Things We Like был выпущен в конце 1970 года в Великобритании, он был джазовым (в стиле пост-боп) и чисто инструментальным. Хотя этот альбом вышел позже чем Songs for a Tailor, записан он был раньше, в августе 1968 года, когда Брюс ещё был участником группы Cream. На персональном сайте Брюса указано, что большинство мелодий этого альбома Брюс написал в 1955 году, в возрасте 12 лет. Брюс исполнял партии на контрабасе, партии гитары — Джон Маклафлин, на саксофонах и ударных инструментах играли двое бывших коллег Брюса по The Graham Bond Organisation.
В июле 1971 года Брюс выпустил свой третий сольный альбом Harmony Row, в записи которого участвовали гитарист Крис Спеддинг и ударник Джон Маршалл (John Marshall). В январе 1972 года он организовал трио West, Bruce and Laing, в которое вошли гитарист Лесли Уэст и Корки Лэнг (Corky Laing). Группа выпустила два студийных альбома и один концертный и в начале 1974 года распалась.
Всего Брюсом было выпущено 14 студийных сольных альбомов. Последний из них, названный Silver Rails, был записан на студии Abbey Road в Лондоне при участии Пита Брауна, Робина Трауэра, Синди Блэкман, Фила Манзанеры, Ули Джона Рота, Джона Медески и Берни Марсдена и выпущен в марте 2014 года.
В мае 2005 года группа Cream неожиданно собралась и в течение 4 дней (2-6 мая) дала несколько концертов в знаменитом лондонском зале Альберт-Холл, на которых музыканты исполнили практически все хиты из репертуара Cream и блюзовый стандарт «Stormy Monday». Выступления прошли при переполненном зале и вызвали восторженные отзывы слушателей и критиков. Позже на материале этих выступлений был выпущен двойной концертный альбом Royal Albert Hall London May 2-3-5-6, 2005. В апреле 2010 года в интервью BBC 6 Music Брюс заявил о том, что Cream больше никогда не воссоединятся.
Джек Брюс скончался в графстве Суффолк 25 октября 2014 года.

## Дискография

### В составеAlexis Korner's Blues Incorporated
- 1964 Alexis Korner and Friends

### В составеThe Graham Bond Organisation
- 1964 Live at Klooks Kleek (Faces And Places Vol. 4)
- 1965 The Sound of '65
- 1965 There's a Bond Between Us

### В составеManfred Mann
- "Mann Made" (1965)

### В составеCream
- См. дискографию группы Cream

### В составеThe Tony Williams Lifetime
- Turn It Over (1970)
- Ego (1971; гостевое участие в одном треке)
- Wildlife (запись 1974 г.; официально альбом не издавался, известен под названиями "Lost Wildlife Tapes", "The Stockholm Sessions" и др.)

### В составеWest, Bruce and Laing
- Why Dontcha (1972)
- Whatever Turns You On (1973)
- Live 'n' Kickin' (1974)

### В составеSpectrum Road
- Spectrum Road (2012)

### Сольные альбомы
- Songs for a Tailor (август 1969 года)
- Things We Like (конец 1970 года — начало 1971 года)
- Harmony Row (июль 1971 года)
- Out of the Storm (ноябрь 1974 года)
- Live 75 (записан в 1975 году, издан в 2003-м)
- How’s Tricks (март 1977 года)
- Jet Set Jewel (записан в 1978 году, издан в 2003-м)
- I’ve Always Wanted to Do This (декабрь 1980-го)
- Automatic (январь 1987-го)
- A Question of Time (январь 1990-го)
- Somethin Els (март 1993-го)
- Cities of the Heart (1993-ий)
- Around the Next Dream в качестве участника проекта BBM (1994-й)
- Monkjack (Сентябрь 1995-го)
- Shadows in the Air (июль 2001-го)
- More Jack Than God (сентябрь 2003-го)
- Bird Alone (март 2005-го)
- "Seven Moons" (2008-й, вместе с Robin Trower Guitar, Vocals)
- Live at the Milkyway (2011-го)
- Silver Rails (2014)